# Norops intermedius
Norops intermedius este o specie de șopârle din genul Norops, familia Polychrotidae, descrisă de Peters 1863. Conform Catalogue of Life specia Norops intermedius nu are subspecii cunoscute.